# 진주초등학교 (강원)
진주초등학교는 대한민국 강원특별자치도 삼척시에 있는 초등학교이다.

## 학교 연혁
- 1946.04.15 삼척진주국민학교 개교
- 1946.04.16 제1대 임수강(林壽康)교장 취임
- 1947.09.20 제2대 김형박(金炯珀)교장 취임
- 1950.11.01 제3대 황해남(黃海南)교장 취임
- 1951.08.31 제4대 홍기균(洪箕均)교장 취임
- 1952.07.15 제5대 이 천(李 天)교장 취임
- 1955.05.20 제6대 문명달(文明達)교장 취임
- 1957.06.05 제7대 이재근(李在根)교장 취임
- 1959.09.22 제8대 정정일(鄭正一)교장 취임
- 1960.04.15 제9대 손봉준(孫鳳俊)교장 취임
- 1961.04.30 제10대 고덕성(高德盛)교장 취임
- 1961.09.30 제11대 김광호(金光鎬)교장 취임
- 1962.07.05 제12대 정유교(鄭有敎)교장 취임
- 1966.03.01 제13대 박진국(朴鎭國)교장 취임
- 1967.04.21 제14대 김광호(金光鎬)교장 취임
- 1973.03.01 제15대 홍창식(洪昌植)교장 취임
- 1978.09.01 제16대 황혜근(黃惠根)교장 취임
- 1982.09.01 제17대 김준한(金俊漢)교장 취임
- 1988.03.01 제18대 안정기(安正基)교장 취임
- 1992.09.01 제19대 박영극(朴英極)교장 취임
- 1994.09.01 제20대 김진우(金振旴)교장 취임
- 1998.03.01 제21대 이병호(李丙虎)교장 취임
- 1999.09.01 제22대 심낙영(沈洛英)교장 취임
- 2001.09.01 제23대 김정남(金正男)교장 취임
- 2004.09.01 제24대 김진만(金鎭萬)교장 취임
- 2006.03.01 제25대 안재영(安在榮)교장 취임
- 2012.03.01 제26대 김남부(金南富)교장 취임
- 2013.09.01 제27대 장진태(張珍泰)교장 취임
- 2017.09.01 제28대 정명숙 교장 취임